# Руслан Семерджиев
Руслан Костадинов Семерджиев е български политик.

## Биография
Руслан Семерджиев е роден на 10 септември 1953 г. в град София. Учи в Трявна, където живее баща му Костадин Георгиев Семерджиев и в Стара Загора – Гимназия с преподаване на чужди езици „Ромен Ролан“. Дипломиран като Магистър по хидротехническо строителство във ВИАС.
Работил е в Транскомплект, на обекти в Куба, Сирия и Алжир, директор в „Енергопроект“ АД, председател на Съвета на директорите на авиокомпания „Балкан“ ЕАД. Собственик и управител на „ОПТИМУС – 21 ООД“. Ръководител и разработчик на проекти с национална и международна значимост. Участник в неправителствени сдружения и организации. Член на Федерацията на научно-техническите съюзи в България.
Съосновател на Съюза на демократичните сили в жк „Младост“, гр. София. Народен представител и парламентарен секретар в XXXVI народно събрание от квотата на СДС, кандидат в Седми избирателен район обл. Габрово. На 29. 07.1994 напуска парламентарната група на СДС и става учредител на Парламентарна група „Нов избор“, като е избран за неин зам. председател. В различни периоди е бил зам.-председател на Народна партия „Свобода и достойнство“, Председател на Политически оперативен съвет на Либерално-демократичния съюз, член на Изпълнителното бюро на Социалдемократическата партия.
Прави продукции на телевизия СКАТ, поддържа блог „Optimus“ – Блог за размисли за политиката.
Женен за Петя Маринова Семерджиева, с две деца Константин и Марина.
Починал на 11 юли 2013 г. в гр. София